# تاسوكو هيراوكا
تاسوكو هيراوكا (باليابانية: 平岡 翼) (23 فبراير 1996 في كاشيهارا في اليابان – )؛ هو لاعب كرة قدم ياباني سابق كان يلعب كلاعب وسط.

## وصلات خارجية
- تاسوكو هيراوكا على موقع رابطة كرة القدم اليابانية للمحترفين (اليابانية)
- تاسوكو هيراوكا على موقع قاعدة بيانات كرة القدم.إي يو (الإنجليزية)
- تاسوكو هيراوكا على موقع Soccerway.com (الإنجليزية)
- تاسوكو هيراوكا على موقع عالم كرة القدم.نت (الإنجليزية)
- تاسوكو هيراوكا على موقع كووورة